# Kansai
Kansai (Japans: 関西地方, Kansai-chihō) eveneens bekend als Kinki (Japans: 近畿地方, Kinki-chihō) is een regio (gewest) van Japan. Kansai bevindt zich in het zuidelijke deel van Japans grootste eiland, Honshu.
Het woord ki (畿) in Kinki wordt in het Japans ook gelezen als miyako, wat hoofdstad is. Dit is het gevolg van het feit dat tot de Edoperiode de hoofdstad van Japan, Kioto in dit gewest lag.
In Kansai liggen de volgende prefecturen:
1. Nara
2. Wakayama
3. Mie
4. Kyoto
5. Osaka
6. Hyogo
7. Shiga

## Luchthavens

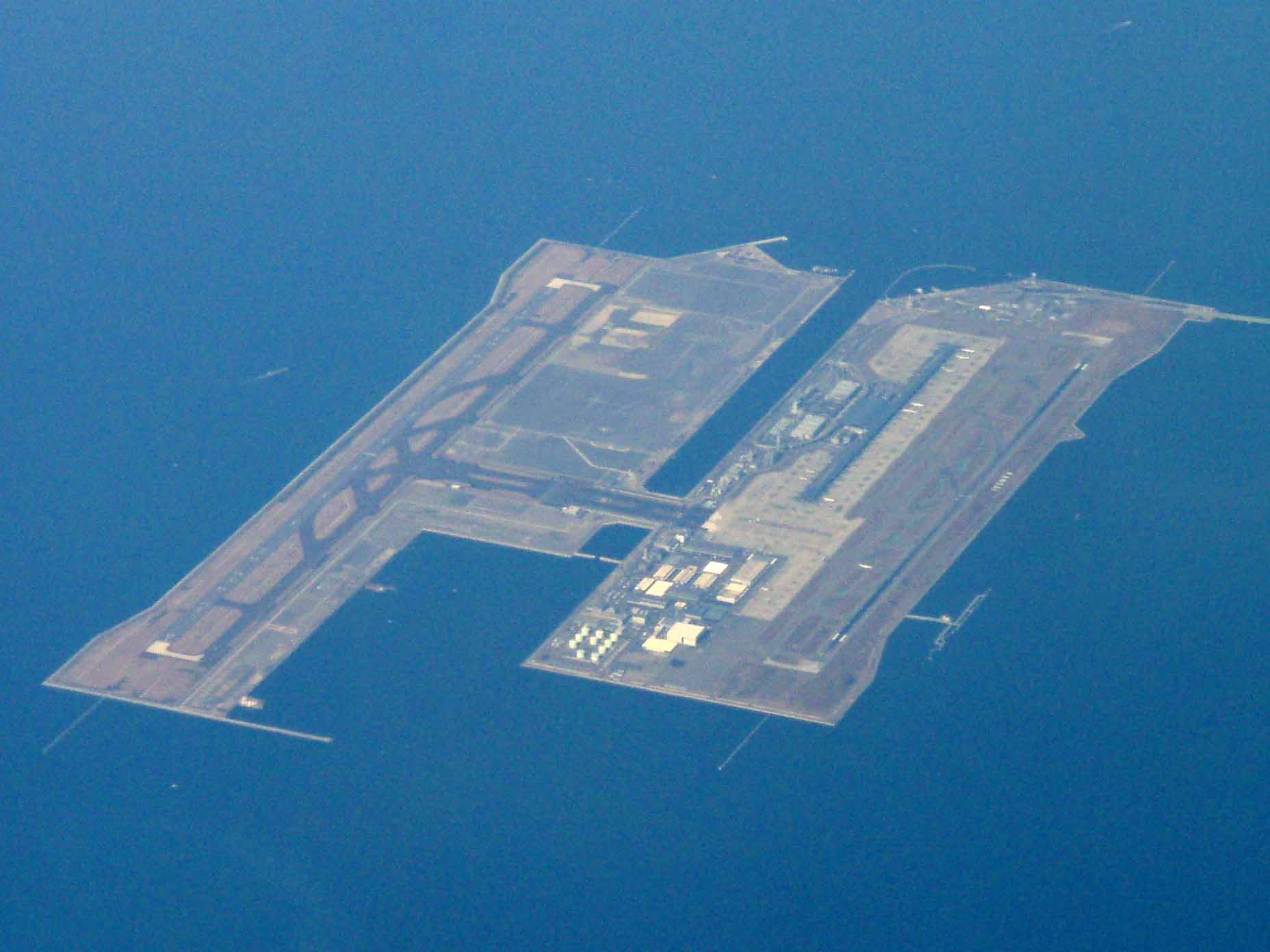
Kansai International Airport

Het gewest heeft drie internationale/nationale luchthavens:
- Internationale Luchthaven Kansai, verwerkt het meeste van het nationale en al het internationale verkeer. Het is ten zuiden van Osaka gelegen. Het is vooral bekend wegens het feit dat het op een kunstmatig eiland gebouwd is.
- Osaka International Airport behandelt voornamelijk het nationale verkeer.
- Kobe Airport is eveneens gebouwd op een kunstmatig eiland, in Kobe. Deze luchthaven werd op 16 februari 2006 geopend.

Er zijn ook drie regionale luchthavens:
- Nanki-Shirahama Airport in Shirahama, organiseert vluchten van en naar Tokio, Haneda en toeristische vluchten
- Tajima Airport in Toyooka, verwerkt vluchten van en naar Osaka International Airport
- Yao Airport in Yao